# Imilchil
Imilchil (em árabe: إملشيل‎; em tifinague: ⵉⵎⵉⵍⵛⵉⵍ) é uma vila e comuna rural de Marrocos, que faz parte da província de Midelt e da região de Meknès-Tafilalet. Em 2004 tinha 8 222 habitantes.
Situa-se no coração das montanhas do Alto Atlas oriental, a pouco menos de 2 200 m de altitude, no vale do Assif Melloul ("ribeira branca"), uma região habitada pela tribo berbere Aït Yazza, parte da confederação Aït Hdiddou, Aït Yafelman e Sanjaha. A língua materna dos habitantes da região é o tamazight do Atlas Central. A comuna ocupa cerca de 50 km², onde existem cerca de vinte aldeias de difícil acesso, algumas delas ocupadas por uma única família
A aldeia é um símbolo da cultura berbere e é célebre pelo seu moussem (festival), oficialmente chamado festival dos noivados ou popularmente Souk Aam ou Agdoud N'Oulmghenni ou Souk Aamor Agdoud N'Oulmghenni, onde tradicionalmente eram consagrados os noivados. O festival é provavelmente o moussem mais famoso de Marrocos, sendo conhecido internacionalmente.
Além do moussem, entre as atrações turísticas da região destacam-se as grutas de Akhiam, as cataratas de Agouni, as gargantas do Ziz e os ksars (alcáceres ou fortalezas, que também podem designar a aldeias fortificadas).

## Moussemde Imilchil
O moussem de Imilchil (festival dos noivados, Souk Aam ou Agdoud N'Oulmghenni ou Souk Aamor Agdoud N'Oulmghenni), realizado durante três dias todos os anos no final de setembro (a data precisa depende da altura das colheitas), antes das primeiras neves deixarem muitas aldeias praticamente isoladas, é uma manifestação cultural de primeira importância para a generalidade dos berberes de Marrocos, onde se misturam a mística e a arte, e onde não falta a música, dança, festas e roupa colorida. O moussem é o evento onde tradicionalmente os berberes de toda a região e arredores escolhem os futuros cônjuges e celebram os noivados no santuário de Sidi Ahmed El Mgheni (Sidi Ahmed Oulmghenni).
Uma parte importante da singularidade e popularidade do festival é o facto dos Aït Yaazza ainda conservarem a tradição dos casamentos coletivos, apesar deste já ter sido substituído pelo casamento individual nas restantes tribos. O festival é lugar de encontro, onde se consolidam relações entre as diversas tribos berberes. Além das diversas tribos Aït Hdiddou, também acorrem ao festival, que chega a reunir mais de 30 000 participantes, membros das tribos Aït Morghad, Aït Izdeg, Aït Yahia, Aït Sokham, Aït Bouguemmaz e Aït Ameur.
O moussem, ou o soco que lhe está associado, é também palco duma intensa atividade comercial, nomeadamente de gado, mas também de artesanato e de todos o tipo de produtos, como alimentos e ferramentas. É também um importante evento turístico, que atrai muitos visitantes à aldeia, quer marroquinos, quer estrangeiros. O festival tem também uma componente musical relevante, sendo animado por grupos folclóricos berberes das regiões circundantes, como Quenifra, Midelt, Errachidia, Azrou, etc. As festas incluem grandes churrascos e festas noturnas, as ahidous, onde os jovens de ambos os sexos têm a oportunidade de conviverem entre eles e dançarem ao som de tambores e outros instrumentos tradicionais.

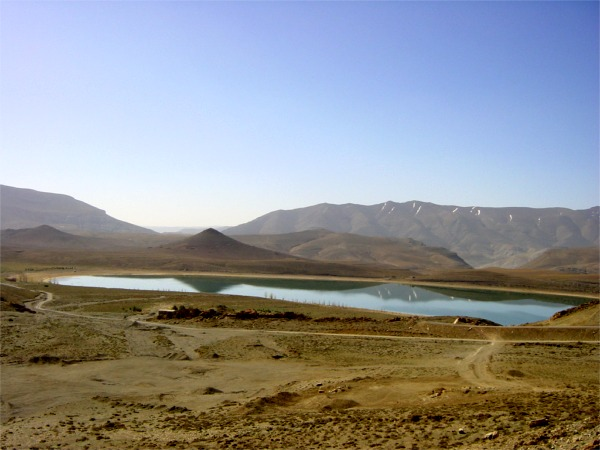
Lago Tislit (da noiva)

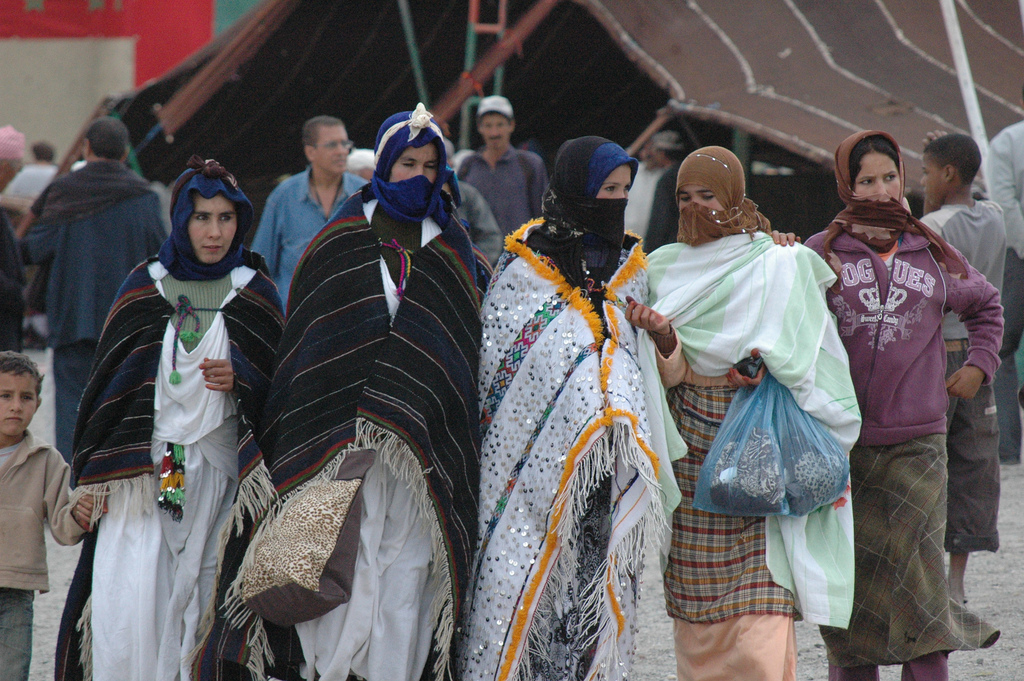
Moussem dos noivados

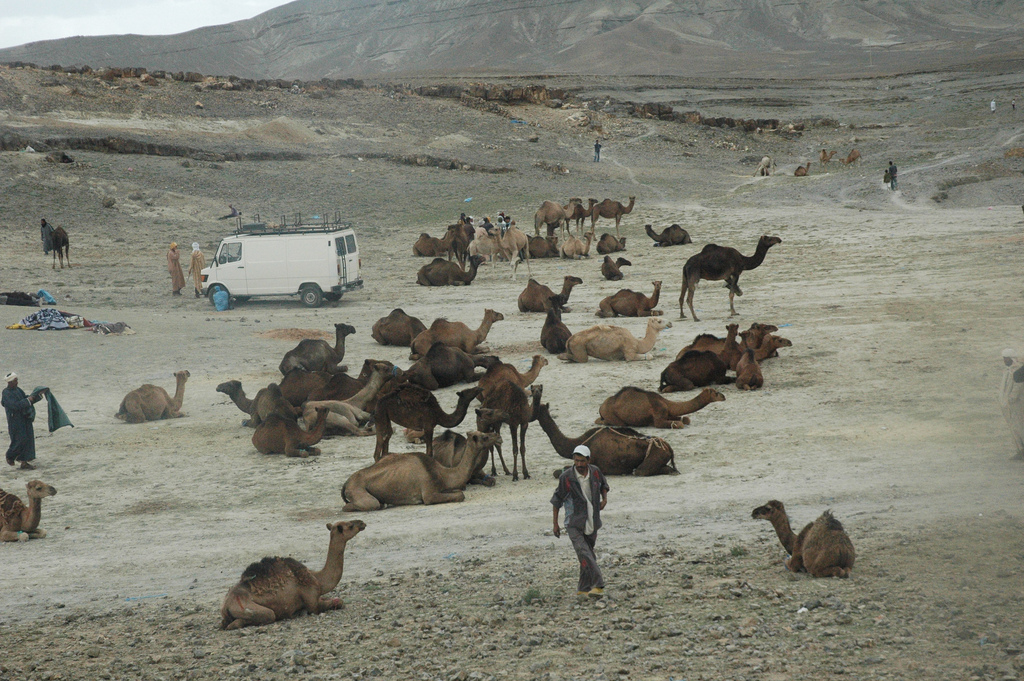
Camelos no moussem

Apesar dos turistas contribuírem significativamente para a economia local, há receios de que os rituais tradicionais possam ser afetados pela sua presença. Apesar de ainda ser um espetáculo único e impressionante, o moussem de Imilchil tem vindo a perder autenticidade, principalmente desde que foi construída a estrada que liga a Rich, sendo invadido por hordas de falsos guias e falsos tuaregues que usam todos os expedientes para obterem alguns dirhams dos turistas, nomeadamente para tirarem fotografias.
Segundo a lenda, uma espécie de versão berbere de Romeu e Julieta, o aparecimento do festival está ligado aos perpétuos conflitos tribais e a uma história de amor entre dois jovens das tribos rivais Aït Yazza e Aït Brahim, ambas da confederação Aït Hdiddou, que estavam então em guerra uma com a outra. Como o casamento entre as duas tribos era proibido, as famílias dos jovens impediram-nos de se encontrarem. O sofrimento levou os jovens a morrer de tanto chorarem, tendo as lágrimas criado os lagos vizinhos de Isli ("noivo" em língua berbere) e de Tislit ("noiva" em berbere), situados nas vizinhanças de Imilchil. Segundo outra versão, os jovens suicidaram-se lançando-se para os lagos. As famílias dos jovens decidiram estabelecer o aniversário da morte dos jovens como o dia do ano em que os membros das tribos locais pudessem casar entre eles, o que deu origem ao festival dos noivados. O fim trágico dos jovens levou os Aït Hdiddou a decidirem que os seus jovens teriam liberdade total para escolherem com quem se casariam. Supostamente, os jovens consagrariam os seus noivados livres de qualquer influência familiar no moussem de setembro no santuário de Sidi Ahmed El Mgheni (Sidi Ahmed Oulmghenni).
Na realidade, sendo a região constituída por aldeias muito dispersas entre si e as normas sociais muito rígidas e conservadoras, os jovens à procura de parceiro não podem simplesmente ir à procura de um. Por isso, o festival permite que os pais mostrem as suas filhas e encontrem maridos para elas, ao mesmo tempo que evita a consanguinidade.
De acordo com a tradição, as mulheres que procuram marido são vestidas e arranjadas pelas suas famílias com roupas tradicionais, com haïks negros com riscas brancas, as faces maquilhadas de vermelhão, a testa e o queixo tatuados com motivos delicados, os olhos sublinhados com khôl e adornadas de pesadas joias. As mulheres berberes são autorizadas a divorciar-se e voltar a casar e atualmente a maioria das mulheres que procuram noivo no moussem são divorciadas ou viúvas, sendo identificadas pelo penteado bicudo.
As mulheres solteiras são são identificadas pelos ornamentos na cabeça, e passeiam-se em grupos, namoriscando de forma provocante os rapazes, sob o olhar vigilante atento das famílias, um costume designado localmente taqerfiyt.
Apesar da suposta liberdade, as famílias das noivas têm um papel decisivo no que concerne à decidir se o pretendente a marido é apropriado; se ele não é desejado, um aperto de mão interrompido indica-lhe que ele deve procurar outra noiva. Quando uma mulher aceita a proposta de casamento de um homem, ela diz "prendeste o meu fígado" (tq massa n uchemt) ou "o meu fígado sofre por ti" — na cultura berbere é no fígado e não no coração que se localiza o verdadeiro amor, pois acredita-se que um fígado saudável ajuda a digestão e promove o bem estar. Durante o festival chegam a ser celebrados 40 noivados por dia. Apesar de todo o ritual, a maior parte dos noivados são combinados antecipadamente entre as famílias e apenas são formalizados no moussem.

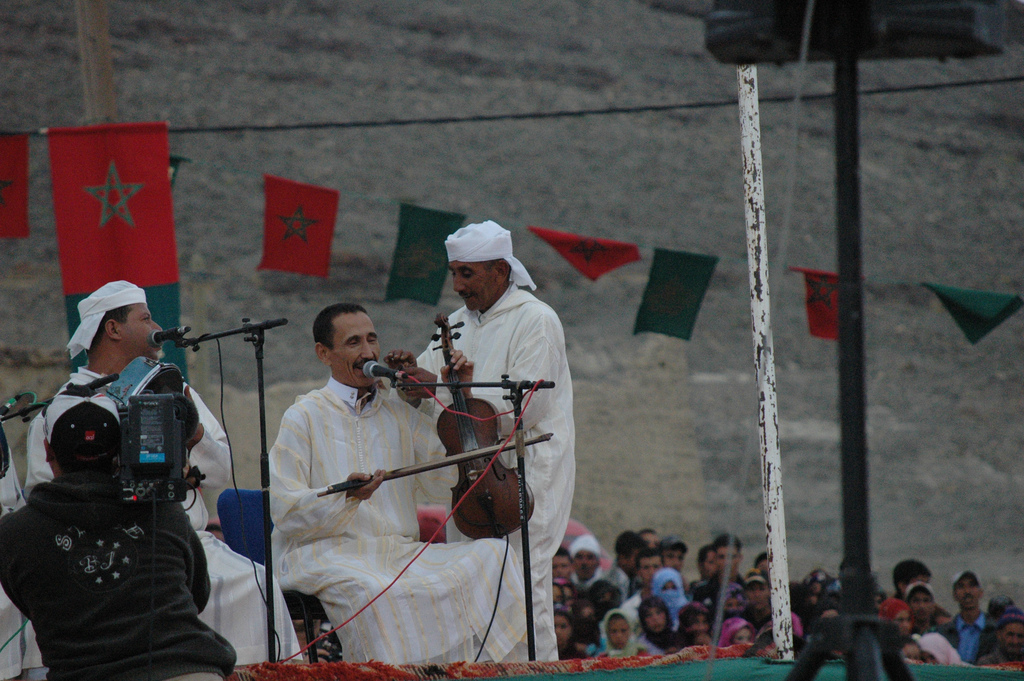
Músicos tradicionais berberes atuando no moussem

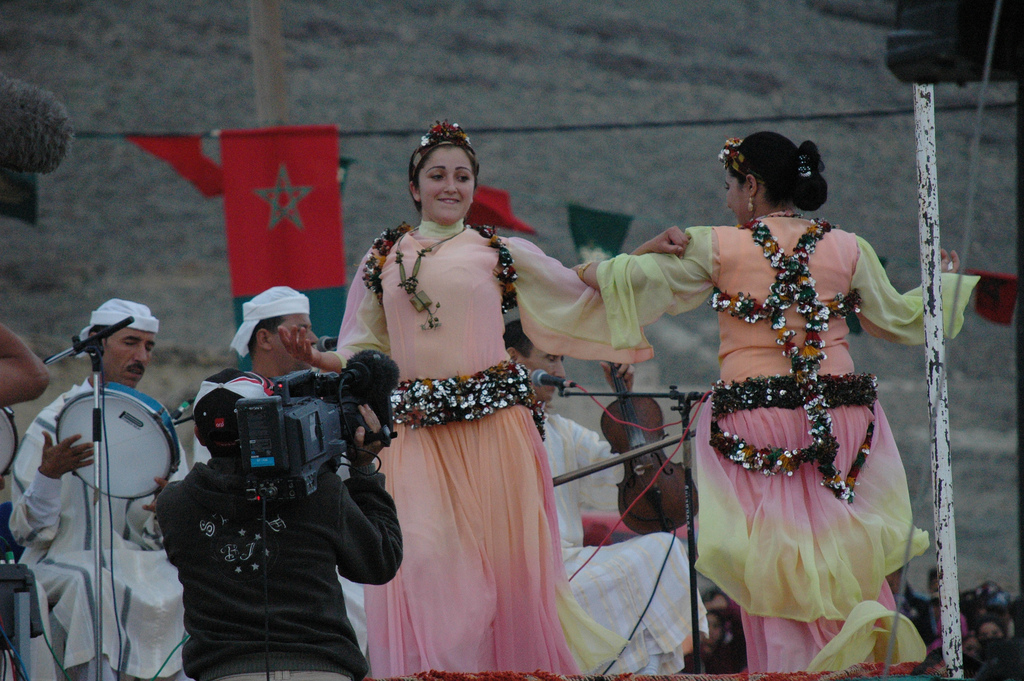
Danças berberes durante o moussem

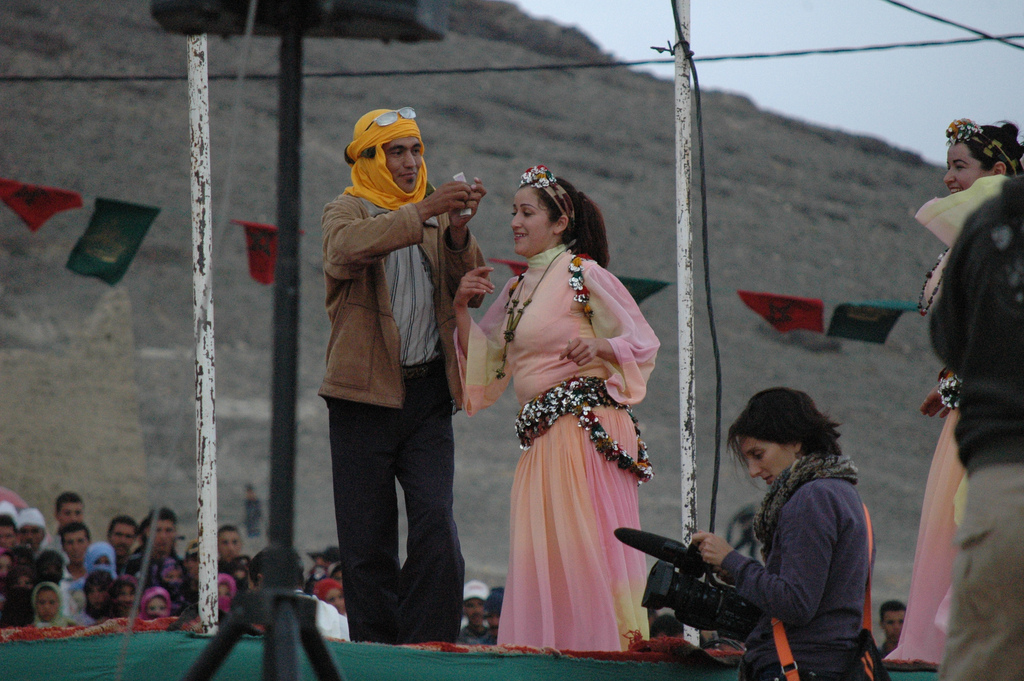
Moussem

Segundo algumas fontes, a tradição do moussem não é tão antiga como isso, tendo sido iniciada no período colonial francês, quando o Departamento de Assunto Indígenas (Bureau des Affaires Indigènes) insistia que os berberes reunidos na vila vizinha de Agdoul, local onde se realizava uma feira anual de transumância, registassem os nascimentos, mortes e casamentos. Depois da independência em 1956, o costume foi incentivado pelo departamento de turismo marroquino, que alguns locais acusam de propagar o mito dos casamento realizados em Imilchil são espontâneos.

## Festival des Cimes
Desde 2003 e pelo menos até 2008, que Imilchil foi palco do festival cultural des Cimes (dos cumes), onde participam grupos música tradicional das regiões montanhosas de Marrocos e de outros países, nomeadamente, polacos, peruanos, italianos e japoneses. O festival é organizado pelo Centro Tarik Ibn Zyad, uma organização cultural, de estudos e desenvolvimento, em parceria com a administração provincial, e tem como objetivo promover o encontro e intercâmbio artístico e cultural, a preservação do património natural e simbólico da região, a divulgação de aspetos da autêntica arte popular marroquina, ao mesmo tempo que pretende apoiar o desenvolvimento e promoção artística da região, tudo isso com a participação ativa das gentes locais. Ao mesmo tempo, pretende-se que o festival constitua um contraponto de autenticidade à descaracterização do moussem das noivas de setembro. O festival decorre no fim de outubro.